# 義残後覚
義残後覚（ぎざんこうかく）は、16世紀末に成立したとされる世間話集。全7巻85話の話がまとめられている。編者は愚軒。

## 概要
文禄5年（1596～1597年）に成立したという奥書があるが、実際の成立年代はやや下るものと見られている。それぞれの話は登場人物が語る「咄」として語られており、内容も怪談・奇談・笑話・風俗話と多岐にわたる。実在の人物も多く登場するが、関東・東北・九州の大名は一切登場しない。豊臣秀吉に関しては絶賛に近い形で紹介されるが、織田信長については酷評されている。

## 掲載された逸話
- 豊臣秀吉が御伽衆に、「いかに面白くても腰から下の話（下ネタ）を禁ずる」と告げたところ、細川幽斎が「祇園の茶屋でクスノキでできた釜を見た」という咄をした。これに秀吉が「それでは（釜の）尻が焼けてしまう」と答えてしまったという話[2]。
- 山中鹿介（山中幸盛）の逸話がいくつか存在する。尼子晴久の末子としている一方で、300程度の兵を抱えた一種の傭兵として描かれている[3]。
- 織田信長がいかに仕えるに値しないかを列挙した「鹿島源吾左衛門が事」、信長が座頭に「御智恵は一皮なり」と指摘される「座頭が事」、無理な命令を通そうとした「人の妻女を押して取ること」などの逸話があり、器量に欠ける暴君や仏敵として評価されている[1]。
- 果心居士という術者が評判になっていたことが紹介されている。果心居士が薪能を見物しようとしたが、人が多くて見えないため、自分の顔を大きくして人垣の上から見ようとした話[4]、借金取りに出会ったときに顔を変えて逃れたという話[5]、戸田出羽という兵法家が弟子とともに座敷の中にいる果心居士を討ち取ろうとしたが、果心居士は誰にも気づかれずに消えていた。驚いて人々が探していると、突然座敷の中に現れていたという話が掲載されている[6]。
- 本能寺の変の際、織田長益（源五郎）が逃れられないとして織田信忠に自害をすすめておきながら自らは安土城に逃亡したことを、京童が「をだの源五は人ではないよ 御はらめせめせ めさせておいて 我はあづちへにくる源五 むつき二日に大水出でて をたのはらふる名をながす」と歌ったという話が掲載されている[7]。